# The dB’s
The dB’s — американская рок-группа, которая, по заявлению Allmusic, «заполнила пропасть между классическим пауэр-попом 1970-х (Big Star, Badfinger и The Scruffs) и джэнгл-попом новой волны (R.E.M.)».
История группы начинается в начале 1970-х, с формирования коллектива Rittenhouse Square, состоящего из школьных друзей гитаристов/вокалистов Chris Stamey и Peter Holsapple, а также Mitch Easter, в городе Уинстон-Сейлем, распавшегося вскоре после появления самиздатного альбома в 1972 году. После чего, Stamey и Easter формируют группу The Sneakers с барабанщиком Will Rigby, а Holsapple — группу H-Bombs. The Sneakers исполняют пауэр-поп, а в 1976 году у них выходит хорошо оценённый мини-альбом, однако в 1977 году они распадаются из-за отъезда Stamey в Нью-Йорк, где он формирует уже новую группу, с музыкантами Will Rigby (бывшего партнёра по The Sneakers) и Gene Holder, как и он сам прибывшими из Северной Каролины. Они выбирают себе название Chris Stamey & the dB’s, где dB’s означает как аббревиатуру drums and bass (рус. барабаны и бас), так и единицу измерения громкости звука (децибел). В 1978 году они издают сингл на собственном лейбле Car Records. Когда Stamey узнаёт, что группа его друга H-Bombs распалась, он приглашает его в свою группу, так the dB’s становятся квартетом.
Отрепетировав материал в лофте здания, принадлежащего ранее музыкальному журналу New York Rocker, The dB’s начинают выступать в нью-йоркских клубах и даже отправляются в краткосрочные туры по Восточному Побережью и Среднему Западу. В 1980 году инди-лейбл Shake Records издаёт сингл Black and White / Soul Kiss и группа приступает к работе над альбомом. Поскольку американские лейблы не предлагали группе контрактов, дебютный альбом Stands for Decibels (1981) был издан британским инди-лейблом Albion Records. Группа летит в Великобританию, где выступает вместе с The Fleshtones, The Bongos, The Raybeats и Bush Tetras. Записи данных выступлений издаются лейблом Stiff Records на концертном сборнике Start Swimming (1981).
По возвращении в Нью-Йорк группа приступает к записи второго альбома Repercussion (1982), после издания которого Stamey покидает группу в пользу своей сольной карьеры. В 1983 группа наконец подписывает контракт с американским лейблом Bearsville Records. Третий альбом Like This (1984) был записан как трио, однако в последовавший тур с группой R.E.M. они отправились уже как квартет, с новым басистом Rick Wagner. Несмотря на хорошие обзоры и многообещающую радиотрансляцию, у группы возникают проблемы с лейблом. Вновь меняется басист на Jeff Beninato, а Holder начинает делить своё время между The dB’s и другой группой Wygals. В 1987 году они подписывают новое соглашение с лейблом I.R.S. Records и выпускают четвёртый альбом The Sound of Music, который оказался самым коммерчески ориентированным альбомом группы. Holder покидает группу в пользу the Wygals. Его место в туре в поддержку последнего альбома занимает Harold Kelt. Тур включал ряд совместных выступлений с группой R.E.M., наслаждавшейся коммерческим прорывом своего альбома Document, однако их новая, более многочисленная аудитория не принимала The dB’s и Kelt оказался не очень удачным приобретением для последних. В туре по Европе совместно с Алексом Чилтоном к группе присоединяется Eric Peterson и они приступают к подготовке пятого альбома. Однако в 1988 году Rigby объявляет о намерении оставить группу из-за своего отцовства и Holsapple решает распустить группу. Демозаписи, сделанные при подготовке материала к пятому альбому, были изданы намного позже, в 1994 году, на сборнике Paris Avenue, в то время как множество более ранних записей были изданы на сборнике Ride the Wild Tom-Tom (1993).
После развала группы участники оригинального состава продолжили заниматься музыкой. Peter Holsapple аккомпанимировал для R.E.M. и Hootie & the Blowfish, а также сформировал фолк-рок-группу Continental Drifters со своей женой Susan Cowsill. Gene Holder продолжил выступать с Wygals и постоянно работал в студии, продюсировал материал для Yo La Tengo, Individuals и Luna. Will Rigby выпустил несколько сольных альбомов и работал со Стивом Эрлом, Matthew Sweet, Laura Cantrell и Tommy Womack. Chris Stamey продолжил свою сольную карьеру. В 1991 году Stamey и Holsapple объединяют свои усилия для издания альбома Mavericks, записанного при гостевом участии Gene Holder. Другой альбом данного дуэта Here and Now появился в 2009 году, при участии Holder и Rigby на единственном треке Santa Monica. В 2005 году состав The dB’s из Stamey/Holsapple/Holder/Rigby воссоединяется для выступления в прямом эфире и после нескольких случайных концертов они начинают работу над новым альбомом. В 2011 году появляется новый сингл Picture Sleeve / Write Back, а в 2012 — альбом Falling Off the Sky.

## Дискография

### Студийные альбомы
- Stands for Decibels (Albion Records 1981)
- Repercussion (Albion 1982)
- Like This (Bearsville Records 1984)
- The Sound of Music (I.R.S. Records 1987)
- Falling Off the Sky (Bar/None 2012)

### Сборники
- Ride the Wild Tom-Tom (Rhino Records 1993)
- Paris Avenue (Monkey Hill Records 1994)

## Видеоклипы
- The dB’s — Amplifier
- The dB’s — Neverland
- The dB’s — Judy
- The dB’s — Big Brown Eyes (анимация)
- The dB’s — Bad Reputation (Live)